# باشگاه فوتبال یانگ الفنتس
باشگاه فوتبال یانگ الفنتس که معمولاً با نام یانگ الفنتس شناخته می‌شود، یک باشگاه فوتبال حرفه‌ای است که در وینتیان، لائوس واقع شده است. این باشگاه در حال حاضر در لیگ ۱ لائوس رقابت می‌کند. این باشگاه از سال ۲۰۱۸ متعلق به تاجر سنگاپوری جیسون لیم است. این باشگاه ۲ عنوان قهرمانی لیگ و ۲ جام حذفی لائوس را کسب کرده است.

## افتخارات
- لیگ ۱ لائو: ۲
- جام حذفی لائو: ۲